# Assumpta Schenkl
Assumpta Schenkl OCist (* 11. August 1924 als Gertrud Schenkl in Waldkirchen; † 24. April 2009 in Eisleben) war eine deutsche Zisterzienserin. Sie war Gymnasiallehrerin, von 1987 bis 1999 Äbtissin des Zisterzienserinnenklosters Seligenthal in Landshut und anschließend Gründerpriorin des Klosters Helfta in der Lutherstadt Eisleben. Sie verfasste auch Schriften über das geistliche Leben.

## Leben
Gertrud Schenkl wurde 1924 in Waldkirchen geboren. Nach dem Abitur in Passau, dem Reichsarbeitsdienst und der Ausbildung als Volksschullehrerin bei den Englischen Fräulein in Passau-Freudenhain war sie von 1948 bis 1954 als Volksschullehrerin im Bayerischen Wald tätig. 1954 trat sie in das Noviziat der Abtei Seligenthal in Landshut ein und erhielt den Ordensnamen Maria Assumpta. Dort qualifizierte sie sich für das höhere Lehramt und war anschließend von 1962 bis 1992 Lehrerin für Deutsch und Latein am Gymnasium der Zisterzienserinnen von Seligenthal.
Am 7. Juni 1987 wählte sie der Konvent von Seligenthal zur 42. Äbtissin des Klosters. Die Benediktion fand am 28. Juni 1987 statt. Ihr Wahlspruch lautete: Pax et unitas in amore Dei (Frieden und Einheit in der Liebe Gottes). Äbtissin Assumpta engagierte sich während ihrer Amtszeit insbesondere für die Gleichstellung der Äbtissinnen mit den Äbten des Zisterzienserordens und war von 1988 bis 2000 Präsidentin der Commissio pro Monialibus. Im Jahr 2000 erreichte sie eines ihrer Ziele, als die Äbtissinnen des Ordens erstmals in gleichberechtigter Weise am Generalkapitel in Rom teilnehmen durften.

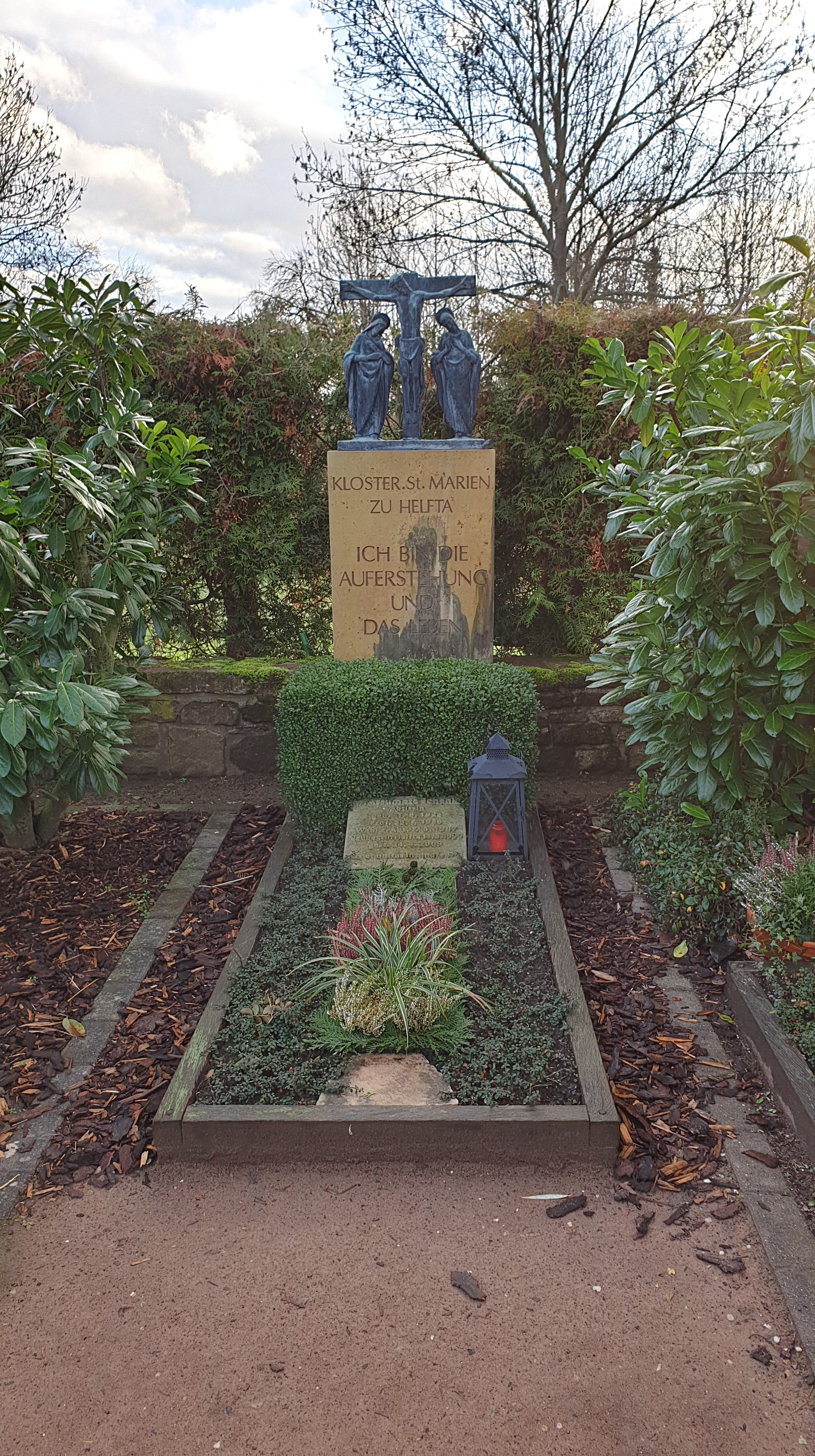
Grabstätte Äbtissin Assumpta Schenkl OCist.

Nach ihrer Resignation als Äbtissin von Seligenthal war Schenkl seit 1999 Gründerpriorin des wiederbelebten traditionsreichen Klosters Helfta in Eisleben. Zusammen mit einer kleinen Gruppe von Mitschwestern gelang es ihr in wenigen Jahren, aus den verfallenen Klostergebäuden ein Bildungs- und Exerzitienhaus und eine Stätte für zeitgemäßes und lebendiges Klosterleben zu schaffen.

## Auszeichnungen
- Goldener Ehrenring der Stadt Landshut
- Bayerischer Verdienstorden
- Goldmedaille des Romanikpreises des Landestourismusverbandes Sachsen-Anhalt für ihren Einsatz für das Kloster St. Marien zu Helfta, 2007.[1]

## Werke
(Ein vollständiges Werkverzeichnis befindet sich in M. Christian Hansens Nachruf, siehe „Literatur“)
- Aus meinem ganzen Herzen. Benno, Leipzig 2005, ISBN 3-7462-1782-2, 128 Seiten.
- Steh auf meine Freundin und komm!: Geistliche Texte in Anlehnung an das Hohelied. EOS-Verlag, St. Ottilien 1994, ISBN 3-88096-920-5, 90 Seiten.
- Textos espirituales del diálogo de amor entre dios y el alma, Geistliche Texte zum liebenden Dialog zwischen Gott und Mensch. Fundación Fernando Rielo, Sección Editorial, ISBN 84-86942-26-8, 175 Seiten.
- Von der Sehnsucht Gottes nach dem Menschen und der Sehnsucht des Menschen nach Gott: Gebete und Gedichte einer Zisterzienserin. Zisterzienserinnenabtei, Eschenbach 1990, 64 Seiten.
- Ich liebe die Liebe: Gebete und Gedichte einer Zisterzienserin. Zisterzienserinnenabtei, Eschenbach 1986, 61 Seiten.
- O du mein goldener Gott: geistl. Texte. EOS-Verlag, St. Ottilien 1982, ISBN 3-88096-184-0, 55 Seiten.